# Gamochaeta antillana
Gamochaeta antillana là một loài thực vật có hoa trong họ Cúc. Loài này được (Urb.) Anderb. mô tả khoa học đầu tiên năm 1991.